# Les Luthiers hacen muchas gracias de nada (álbum)
Les Luthiers hacen muchas gracias de nada es el sexto álbum del conjunto argentino de instrumentos informales Les Luthiers, lanzado en 1981.
El disco fue editado por Microfón, y fue grabado durante las funciones del espectáculo homónimo representadas el 24 y 25 de octubre de 1980, en el Teatro Coliseo de la ciudad de Buenos Aires, Argentina, el mismo recinto que se eligió para grabar su anterior álbum Mastropiero que nunca.
A lo largo de los años el disco salió a la venta a través de distintas compañías discográficas, de Argentina, España y otros países, del mismo modo se lanzó en formato video, en VHS y más tarde DVD.

## Lista de canciones
Lado A
1. El rey enamorado
2. La tanda
3. Consejos para padres
4. La gallinita dijo Eureka

Lado B
1. Cartas de color[1]